# Lac Cleawox
Le lac Cleawox (en anglais : Cleawox Lake) est un lac américain dans le comté de Lane, en Oregon. Il est situé à 24 mètres d'altitude derrière un cordon dunaire qui le sépare de l'océan Pacifique.